# David Bédard
David Peter Bédard (ur. 23 października 1965 w Montrealu) – kanadyjski skoczek do wody, medalista igrzysk panamerykańskich i igrzysk Wspólnoty Narodów, czterokrotny olimpijczyk (Los Angeles, Seul, Barcelona, Atlanta).

## Przebieg kariery
Zadebiutował w 1983 roku, biorąc udział w igrzyskach panamerykańskich, gdzie zajął 9. pozycję w skoku z trampoliny 3 m oraz 6. pozycję w skoku z wieży 10 m. Rok później został olimpijczykiem, na igrzyskach w Los Angeles zajął 8. pozycję z wynikiem 576,81 pkt (w konkurencji skoku z wieży). W 1986 na igrzyskach Wspólnoty Narodów wywalczył srebrny medal w konkurencji skoku z wieży oraz brał udział w mistrzostwach świata, na których zajął 11. pozycję w tejże konkurencji. Rok później został brązowym medalistą igrzysk panamerykańskich w skoku z wieży.
Na igrzyskach olimpijskich w Seulu wystąpił w dwóch konkurencjach – w konkurencji skoku z wieży zajął 11. pozycję z rezultatem 499,53 pkt (uzyskanym w finale), natomiast w konkurencji skoku z trampoliny uzyskał wynik 532,62 pkt plasujący go na 20. pozycji w tabeli wyników. Na rozgrywanych w nowozelandzkim Auckland igrzyskach Wspólnoty Narodów zdobył kolejne dwa srebrne medale zawodów sportowych tej rangi, zarówno w konkurencji skoku z wieży 10 m, jak i skoku z trampoliny 1 m. W ramach letnich igrzysk olimpijskich w Barcelonie wystąpił wyłącznie w konkurencji skoku z trampoliny z wysokości 3 m, gdzie odpadł w półfinale i z wynikiem 372,54 pkt zajął ostatecznie 13. pozycję. W 1995 zdobył drugi brązowy medal igrzysk panamerykańskich, tym razem w konkurencji skoku z trampoliny 3 m.
Karierę zwieńczył występem na igrzyskach olimpijskich rozgrywanych w Atlancie. W konkurencji skoku z trampoliny 3 m zajął 19. pozycję z wynikiem 342,33 pkt.